# Mošeja z minaretom na strehi
Mošeja z minaretom na strehi je vrsta mošeje, razširjena med muslimanskimi Tatari in Baškirji v Povolžju in na Uralu. Pri drugih skupnostih se pojavlja le izjemoma. 
Slog gradnje je bil razširjen zlasti v 19. stoletju.

## Zgodovina izvora
V tatarskih mestih in vaseh so že prej gradili mošeje z minaretom na strehi. Tovrsten slog gradnje se je širše uveljavil po izgradnji tedaj največje in najpomembnejše mošeje al-Mardžani v Kazanu. Kamnito mošejo so gradili v obdobju med letoma 1766 in 1770 po načrtu ruskega arhitekta V.I. Kaftireva, po pridobitvi osebnega dovoljenja cesarice Katarine Velike, ki je razglasila versko strpnost v Rusiji. 
Pomemben vpliv na širjenje tega sloga pri gradnji mošej v Povolžju je imel tudi odlok O organizaciji vasi in cerkvenih zgradb, datiran na 13. decembra 1817. Z uveljavitvijo tega odloka je bila arhitektura tatarskih mošej v Rusiji uvedena v okvir »vzorne« gradnje. Leta 1831 je bil izdelan vzorčni projekt, po katerem so bile zgrajene številne mošeje v vaseh tedanje kazanske, nižnjegorodske, permske in simbirske gubernije.
V prvi polovici 19. stoletja so na projektih mošej v kazanski in simbirski guberniji delali arhitekti P. G. Pjatnicki, M. P. Korinfski, A. Schmidt in A. K. Peske, v drugi polovici pa arhitekti P. I. Romanov, M. Ermolajev, Pavlov, N. Parensov, F. I. Petondi, P. V. Tehomirov, A. Mansourov, N. Fochderebrioggen, Jakobson idr.
V nekaterih vzorčnih projektih so mošeje nenavadnega videza. Glavni volumen stavbe v obliki pravilne osmerokotne prizme je imel tri vhode (na zahodni, vzhodni in severni strani). Slednja je imela ločene tople veže, v katerih so bili servisni prostori in stopnišče na minaret. Na južni fasadi je bil mihrab. V središču piramidaste ravne osemkratne strehe je osmerokoren minaret s kupolastim vrhom, ki je obdan z zunanjo galerijo. Celotna kompozicija je zaključena s polmesecem.
Tako lesene kot kamnite mošeje z minaretom na strehi so pravokotne eno- ali dvonadstropne zgradbe z dvokapno streho, usmerjene od severa proti jugu. Pravokotni volumen mihraba meji na južni konec.

## Minaret
Za razliko od običajnega prostostoječega minareta je minaret, ki je konstrukcijsko povezan z objektom, bolj odporen na obremenitve zaradi vetra. Ker je teža lesenega minareta majhna, je najboljša rešitev v tem primeru namestitev minareta neposredno na streho z uporabo špirovcev kot dodatnih opornikov. Poleg tega je konstrukcija pritrjena tudi na stropne tramove.
Osmerokoten ali včasih valjast minaret pri tem tipu mošeje streho prereže in se zaključil z visokim piramidastim ali stožčastim šotorom. 
V večini primerov se minaret nahaja nad geometrijskim središčem stavbe. Stolp ima dva ali tri nivoje. Eno nadstropje obdaja zunanja galerija, dostopna z notranje strani. Vse skupaj je pokrito s kupolo.
Leseni minareti so vedno osmerokotni, kamniti pa osmerokotni, valjasti ali kombinirani.

## Funkcionalna razdelitev prostorov
V primeru dvonadstropnih mošej je bil v pritličju običajno servisno-gospodarski prostor, kjer je se je poleg predmetov potrebnih za delovanje mošeje v ognjevarni shrambi hranilo tudi blago lokalnih trgovcev. V skladu s tradicijo islama mošeja ni le verska, ampak tudi kulturna in izobraževalna ustanova. Zato se je v pritličju nahajala tudi knjižnica. V pritličju je bil pogosto tudi mekteb njene mahale. Severni del stavbe je zavzemal predprostor (nadstrešek, garderoba), južni del pa obredni prostor (molilnice, mihrab).
V enonadstropnih mošejah je bila postavitev zgrajena po standardni shemi: preddverje - vhodna dvorana - oltarni del. Iz vhodne veže je bil prehod v klet skladišča in stopnišče na podstrešje z dostopom do minareta. Na zgornji podest minareta je vodilo spiralno stopnišče.
Marsikje so bile mošeje skromne velikosti in standardno razporeditev. Z večanjem števila mahal so jih razširili z dodajanjem veže na severni strani.

## Dekoracija mošeje
Zunanje stene mošeje so pobarvane z oker barvo, notranjost je razdeljena na belo ali modro pobarvane prostore. Deli minareta so včasih pobarvani ultramarinasto modro, ki je v kontrastu z belo barvo frizov in zeleno barvo vencev. Polkrožna okna so pogosto obdana z okrasnimi motivi, poslikano z belo in zeleno barvo. Ta vrsta okrasja se je pojavila v drugi polovici 19. stoletja in na začetku 20. stoletja.